# Sarah Logan
 (juin 2021).
Pour les articles homonymes, voir Bridges, Dobson et Logan.
Sarah Bridges (née le 10 septembre 1993 à Jeffersonville (Indiana)) est une catcheuse (lutteuse professionnelle) américaine. Elle travaille actuellement à la World Wrestling Entertainment, dans la division Raw, sous le nom de Valhalla.
Elle a également travaillé sur le circuit indépendant sous le nom de Crazy Mary Dobson. Elle commence sa carrière en 2012 et lutte dans diverses fédération aux États-Unis en plus de faire quelques brefs passages au Japon sous le nom de Crazy Mary Dobson. Elle signe un contrat avec la WWE en 2016 et prend le nom de Sarah Logan. Après un bref passage à NXT, elle devient une des membres du trio Riott Squad composé de Ruby Riot et de Liv Morgan. Elles se séparent en 2019 et elle lutte seule jusqu'à son renvoi en avril 2020. Après son renvoi, elle annonce la fin de sa carrière.

## Jeunesse
Sarah Bridges est fan de catch et elle va souvent voir des spectacles de l'IWA Mid-South (en). Elle y va surtout pour y voir les matchs de catch hardcore de Mad Man Pondo (en).

## Carrière de catch professionnelle

### Circuit indépendant (2011-2016)
Bridges s'entraîne auprès de Mad Man Pondo (en) et Mickie Knuckles (en) et commence sa carrière fin 2011 à l'IWA East Coast fin 2011 sous le nom de Crazy Mary Dobson.
Elle se fait connaître pour ses combats de catch hardcore, une pratique assez rare dans le catch féminin américain. En 2012, elle part au Japon à la REINA (ja) et à la Ice Ribbon (en). En 2013, elle retourne au Japon à la Diana et fait un bref passage en Grande-Bretagne.

### World Wrestling Entertainment (2014-2020)

#### Premières apparitions (2014-2015)
Bridges a fait une apparition lors d'un segment du 1er septembre 2014, épisode de Raw en tant qu'artiste maquilleur pour The Miz, avant d'apparaître comme conférencière en novembre 2014 en tant concessionnaire. En 2015, Bridges est apparu dans un rôle non-parlant SmackDown et Raw, dans une publicité pour Niagara (une parodie de Viagara) mettant en vedette The Miz et Damien Sandow. Elle a également fait plusieurs apparitions en tant que Rosebud pour Adam Rose. Le 25 avril 2015, lors de l'épisode de NXT, elle a fait face à Becky Lynch et elle a perdu.

#### NXT (2016-2017)
Le 19 octobre 2016, la WWE a annoncé que Bridges était lié à un contrat de développement. Le 17 novembre, Bridges a fait ses débuts à la NXT à WrestleMania 33 Ticket Pary, en battant Macey Estrella. Le 11 janvier 2016, lors d'un épisode de NXT, Bridges a fait sa première apparition télévisée sous son vrai nom, faisant équipe avec Macey Evans mais elles ont perdu contre The Iconic Duo (Billie Kay et Peyton Royce) dans un tag team match. Bridges retourne lors de l'épisode du 7 juin de NXT sous le nom de Sarah Logan, où elle a été battue par Peyton Royce.
Après avoir été absente de la compétition dans le ring de NXT, Logan est revenue lors de l'épisode du 27 aoút de NXT, où elle a de nouveau perdu face à Royce. Lors de l'épisode du 25 octobre de NXT, Logan a participé à une bataille royale pour obtenir une place dans le fatal-four way match pour le NXT Women's Championship vacant à NXT Takeover: WarGames, match qu'elle perdit au profit de Nikki Cross.
Le 16 juin 2017, Logan a été annoncée comme l'une des quatre participantes pour le Mae Young Classic. Le 28 août, Mia Yim a éliminé Logan au premier tour. Le 11 septembre, bien qu'elle ait été éliminée du tournoi, Logan a fait équipe avec une autre équipe éliminée composée de Santana Garrett et Martie Belle et ensemble elles furent défaites par Tessa Blanchard, Kay Lee Ray et Jazzy Gabert.

#### Riott Squad (2017-2019)

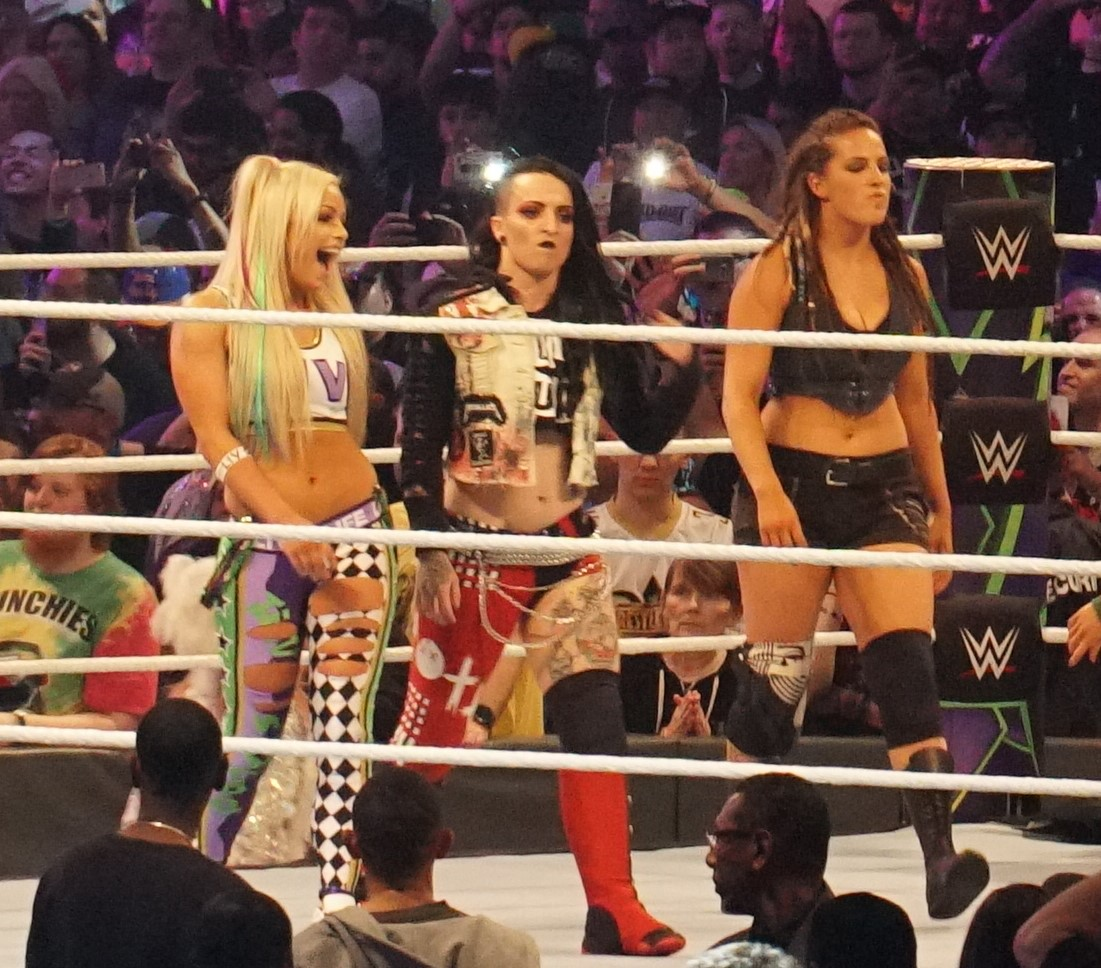
The Riott Squad à WrestleMania 34

Le 21 novembre à SmackDown Live, Ruby Riott, Liv Morgan et elle effectuent leurs débuts au show bleu, en tant que Heel, attaquent Becky Lynch, Naomi dans les vestiaires, puis plus tard dans la soirée, interrompent le match entre la championne de SmackDown, Charlotte Flair, et sa rivale Natalya, en attaquant les deux femmes. La semaine suivante à SmackDown Live, elles effectuent leur premier match en battant Charlotte Flair, Naomi et Natalya dans un 6-Woman Tag Team match.
Le 28 janvier 2018 au Royal Rumble, elles entrent respectivement dans le tout premier Royal Rumble match féminin en 15e, 11e et 3e positions, mais se font éliminer par Nia Jax, Michelle McCool et Molly Molly (la leader a éliminé Becky Lynch).
Le 8 avril lors du pré-show à WrestleMania 34, elles ne remportent pas la toute première Woman's Battle Royal, gagnée par Naomi. Le 16 avril à Raw, lors du Superstar Shake-Up, elles sont officiellement transférées au show rouge. Elles interrompent le match entre Bayley et Sasha Banks en les attaquant et leur portant à chacune leurs prises de finition.
Le 6 octobre à WWE Super Show-Down,, elles perdent face à Ronda Rousey et les Bella Twins par soumission dans un 6-Woman Tag Team match. Le 28 octobre à Evolution, elles perdent face à Bayley, Sasha Banks et Natalya dans la même stipulation.
Le 27 janvier 2019 au Royal Rumble, elles entrent dans le Royal Rumble match féminin en 21e, 4e et 12e positions. Ruby Riott élimine Kairi Sane, Candice LeRae et Alicia Fox, avant d'être elle-même éliminée par Bayley. Liv Morgan a été éliminée par Natalya et elle a été éliminée par la Canadienne et la Japonaise. Le 17 février à Elimination Chamber, Liv Morgan et elle ne deviennent pas les première championnes par équipe de la WWE, battues par la Boss'n'Hug Connection dans un Elimination Chamber Tag Team match, qui inclut également Fire & Desire (Mandy Rose et Sonya Deville), Nia Jax, Tamina, les IIconics, Carmella et Naomi.
Le 19 avril, lors du Superstar Shake-Up, le trio féminin se sépare, car Liv Morgan est officiellement transférée à SmackDown Live, tandis qu'elle va poursuivre sa carrière en solo à Raw. Le 22 mai, Ruby Riott se blesse les deux épaules et doit s'absenter pendant des mois.

#### Retour en solo et départ (2019-2020)
Le 24 novembre aux Survivor Series, l'équipe Raw (Charlotte Flair, Natalya, Asuka, Kairi Sane et elle) face à celle NXT (Rhea Ripley, Candice LeRae, Bianca Belair, Io Shirai et Toni Storm) dans un 5-on-5 Traditional Survivor Series Woman's Triple Threat Elimination Tag Team match, qui inclut également l'équipe de SmackDown (Sasha Banks, Carmella, Nikki Cross, Dana Brooke et Lacey Evans).
Le 6 mars 2020 à Elimination Chamber, elle ne devient pas aspirante n°1 au titre féminin de Raw à WrestleMania 36, battue par Shayna Baszler dans un Elimination Chamber match, qui inclut également Asuka, Liv Morgan, Natalya et Ruby Riott.
Le 15 avril, la WWE la libère de son contrat, à la suite de la pandémie de Covid-19 aux États-Unis.

### Retour à la World Wrestling Entertainment (2022-...)
Le 11 novembre 2022 à SmackDown, elle effectue son retour à la World Wrestling Entertainment, 2 ans et 7 mois après son renvoi, aux côtés des Viking Raiders sous son nouveau nom Valhalla. Ses compères et elle attaquent Hit Row (Ashante Adonis, Top Dolla et B-Fab) et Legado Del Fantasma (Santos Escobar, Cruz Del Toro, Joaquin Wilde et Zelina Vega).

## Vie privée
Elle est fiancée avec le catcheur Raymond Rowe depuis la fin du mois d'octobre 2017. Ils se marient le 21 décembre 2018.
Le 6 juillet 2020, son époux et elle découvrent ensemble, sur Instagram, qu'ils attendent leur premier enfant. Le 9 février 2021, elle donne naissance à un petit garçon : Raymond Cash Rowe.
Le 26 avril 2024, ils annoncent, sur les réseaux sociaux, attendre leur second enfant.

## Palmarès
- Americain Pro Wrestling Alliance (APWA)
  - 1 fois championne du monde des ladies de l'APWA[29]
- Juggalo Championship Wrestling (JCW)
  - 1 fois championne par équipes de la JCW avec Mad Man Pondo (en)[30]
- Resistance Pro Wrestling (RPW)
  - Samuel J.Thomson Memorial Women's Tournament 2015
  - 1 fois championne féminine de la RPW[31]

## Récompenses des magazines
- Pro Wrestling Illustrated

| Année | 2014 | 2015 | 2016 | 2017        | 2018 | 2019 |
| ----- | ---- | ---- | ---- | ----------- | ---- | ---- |
| Rang  | 46   | 46   | 41   | Non classée | 33   | 51   |